# Два зла ока
Два зла ока (енгл. Two Evil Eyes; итал. Due occhi diabolici) је италијанско-америчка филмска хорор антологија из 1990. године, редитеља Џорџа Ромера и Дарија Арђента, са Харвијем Кајтелом, Адријен Барбо, Сали Киркланд, Џоном Ејмосом, Томом Аткинсом и Мадлен Потер у ансамблски подељеним главним улогама. Представља адаптацију приповедака Едгара Алана Поа, Чињенице о случају господина Валдемара и Црна мачка, која је и претходно била адаптирана у истоименом филму из 1934. године. Специјалне ефекте за филм радио је стандардни Ромеров сарадник, Том Савини, који има и камео појављивање у другом сегменту.
Према првобитном плану, филм је требало да буде сачињен из четири сегмента, а за редитеље су били предвиђени Џон Карпентер и Стивен Кинг. На крају су за редитеље изабрани Ромеро и Арђенто, који су претходно сарађивали на Ромеровим филмовима Мартин (1977) и Зора живих мртваца (1978), тако што их је Арђенто прилагођавао за европско тржиште.
Оба сегмента снимана су у Питсбургу, а премијера је била 25. јануара 1990, у Италији. У Америци, филм је дистрибуиран тек након годину и по дана. Добио је претежно позитивне критике и оцењен је са 56% на сајту Ротен томејтоуз. Године 1993. био је номинован за Награду Сатурн за најбоље жанровско видео издање.

## Радња
Филм је подељен у два сегмента, Чињенице о случају господина Валдемара и Црна мачка. У првом, 40-годишња жена Џесика Валдемар, покушава да уз помоћ свог љубавника др Хофмана и хипнозе, фалсификује тестамент свог знатно старијег мужа, који је на самрти. Он ипак умире пре него што успеју да потпишу сва документа око тестамента, али преко хипнозе он и даље има везу са светом живих.
У другом сегменту фотограф места злочина, Род Ашер, постаје опседнут малтретирањем и убијањем црних мачака. Када његова девојка, Анабел, покуша да спасе једну од мачака, Род је у налету беса убија. Како би прикрио злочин, он одлучује да зазида Анабелин леш у својој кући. Када два полицијска службеника дођу да истраже његову кућу, црна мачка ће има указати на зид иза ког се налази леш.

## Улоге
| Глумац         | Улога                               |
| -------------- | ----------------------------------- |
| Адријен Барбо  | Џесика Валдемар                     |
| Синквентина    | црна мачка                          |
| Харви Кајтел   | Род Ашер                            |
| Реми Жада      | др Роберт Хофман                    |
| Мадлен Потер   | Анабел                              |
| Том Аткинс     | детектив Гроган                     |
| Џон Ејмос      | детектив Ле Гранд                   |
| Сали Киркланд  | Елеонора                            |
| Бинго О'Мали   | Ернест Валдемар                     |
| Е. Џ. Маршал   | Стивен Пајк                         |
| Џеф Хауел      | полицајац                           |
| Чак Абер       | господин Прат                       |
| Ким Хантер     | госпођа Пим                         |
| Мартин Балсам  | господин Пим                        |
| Холтер Грејам  | Кристијан                           |
| Џонатан Адамс  | Хамер                               |
| Џули Бенз      | Бети                                |
| Барбара Берн   | Марта                               |
| Кристин Форест | медицинска сестра                   |
| Том Савини     | мономан                             |
| Азија Арђенто  | Бетин глас (у италијанској верзији) |